# Duraznal, Oaxaca
Duraznal är en ort i Mexiko.   Den ligger i kommunen Santa María Peñoles och delstaten Oaxaca, i den sydöstra delen av landet, 300 km sydost om huvudstaden Mexico City. Duraznal ligger 2 288 meter över havet och antalet invånare är 539.
Terrängen runt Duraznal är huvudsakligen kuperad, men åt sydost är den bergig. Runt Duraznal är det ganska glesbefolkat, med 32 invånare per kvadratkilometer. Närmaste större samhälle är San Lorenzo Cacaotepec, 18,9 km öster om Duraznal. I omgivningarna runt Duraznal växer i huvudsak blandskog.